# Championnat de Belgique masculin de handball de deuxième division 2009-2010
Navigation
Division 1 2008-2009 Division 2 2010-2011
La saison 2009-2010 du Championnat de Belgique masculin de handball de deuxième division est la 47e saison de la deuxième plus haute division masculine de handball en Belgique. Appelé Division 1 la saison dernière, le championnat redevient la Division 2 à partir de cette édition. 
Cette édition est remportée par l'Union beynoise qui retrouve l'élite 2 ans après l'avoir quitté. Les liégeois sont les seuls montant de cette édition, ils remplaceront la saison suivante le HK Waasmunster. L'EHC Tournai et le HC Visé BM terminent la saison respectivement 2e et 3e.
Dans le bas du classement, une réforme du championnat diminue le nombre d'équipe au sein de l'antichambre de l'élite, passant de 12 à 10 formations. Conséquence, trois équipes sont reléguées à savoir l'Apolloon Kortrijk, le HBC Izegem et l'Elita Lebbeke. Ces équipes flandriennes seront dès lors remplacées par un seul montant, le HC Kraainem.

## Participants
| Club                    | Matricule | Classement 2008-2009 | Localisation         | Entraîneur | Salle                             |
| ----------------------- | --------- | -------------------- | -------------------- | ---------- | --------------------------------- |
| HC Visé BM              | 89        | 10e de DH            | Visé                 | ?          | Hall Omnisports de Visé           |
| EHC Tournai             | 176       | 3e                   | Anvers               | ?          |                                   |
| HBC Izegem              | 301       | 4e                   | Izegem               | ?          | ?                                 |
| Union beynoise          | 3         | 5e                   | Beyne-Heusay         | ?          | Hall Omnisports Edmond Rigo       |
| STHV Juventus Melveren¹ | 303       | 6e                   | Saint-Trond          | ?          | ?                                 |
| HC DB Gent              | 182       | 7e                   | Gand                 | ?          | ?                                 |
| Jeunesse Jemeppe        | 66        | 8e                   | Seraing              | ?          | Hall omnisports des Bois de Monts |
| Kreasa HB Houthalen     | 154       | 9e                   | Houthalen-Helchteren | ?          | Sporthal Lakerveld                |
| Elita Lebbeke           | 176       | 11e                  | Lebbeke              | ?          |                                   |
| Apolloon Kortrijk       | 198       | 2e de D2             | Courtrai             | ?          |                                   |
| HV Arena Hechtel        | 152       | 3e de D2             | Hechtel-Eksel        | ?          |                                   |
| Olse Merksem HC         | 48        | 4e de D2             | Anvers               | ?          |                                   |

¹Le STHV Juventus Melveren, le matricule 303, change son nom et devient le HB Sint-Truiden.

### Localisation
| \| Jemeppe K.Houthalen U.Beynoise Lebbeke Sint-Truiden EHC Tournai Gand Izegem Olse Merksem HC Visé Apolloon Kortrijk Arena Hechtel \| Localisation des clubs engagés dans le championnat |
| Jemeppe K.Houthalen U.Beynoise Lebbeke Sint-Truiden EHC Tournai Gand Izegem Olse Merksem HC Visé Apolloon Kortrijk Arena Hechtel                                                          |

| # | Province                        | Nombre | Équipe(s)                                              |
| - | ------------------------------- | ------ | ------------------------------------------------------ |
| 1 | Province de Liège               | 3      | Jeunesse Jemeppe, HC Visé BM, Union beynoise           |
| 1 | Province de Limbourg            | 3      | Kreasa HB Houthalen, HB Sint-Truiden, HV Arena Hechtel |
| 2 | Province de Flandre-Orientale   | 2      | Elita Lebbeke, HC DB Gent                              |
| 2 | Province de Flandre-Occidentale | 2      | HBC Izegem, Apolloon Kortrijk                          |
| 3 | Province d'Anvers               | 1      | Olse Merksem HC                                        |
| 3 | Province de Hainaut             | 1      | EHC Tournai                                            |

## Organisation du championnat
La saison régulière est disputée par 12 équipes jouant chacune l'une contre l'autre à deux reprises selon le principe des phases aller et retour. Une victoire rapporte 2 points, une égalité, 1 point et une défaite 0 point.
Après la saison régulière, l'équipe terminant première du championnat sera promue la saison suivante en Division 1 et remplacera l'équipe ayant terminée dernière de la phase classique de Division d'Honneur. 
Pour ce qui des relégations, à cause d'une réforme faisant passé la compétition de Division 2 à 10 équipes il y aura trois descendants pour seulement 1 mointant.

## Compétition

### Saison régulière

#### Classement
|    | Équipe              | Pts | J  | G  | N | P  | Bp  | Bc  | Diff |
| -- | ------------------- | --- | -- | -- | - | -- | --- | --- | ---- |
| 1  | Union beynoise      | 39  | 22 | 19 | 1 | 2  | 664 | 540 | 124  |
| 2  | EHC Tournai         | 34  | 22 | 15 | 4 | 3  | 611 | 494 | 117  |
| 3  | HC Visé BM          | 33  | 22 | 16 | 1 | 5  | 615 | 543 | 72   |
| 4  | HC DB Gent          | 29  | 22 | 13 | 3 | 6  | 588 | 501 | 87   |
| 5  | Jeunesse Jemeppe    | 27  | 22 | 13 | 1 | 8  | 624 | 605 | 19   |
| 6  | HB Sint-Truiden     | 24  | 22 | 12 | 0 | 10 | 555 | 537 | 18   |
| 7  | HV Arena Hechtel    | 20  | 22 | 10 | 0 | 12 | 542 | 581 | -39  |
| 8  | Kreasa HB Houthalen | 14  | 22 | 7  | 0 | 15 | 568 | 653 | -85  |
| 9  | Olse Merksem HC     | 14  | 22 | 6  | 2 | 14 | 492 | 577 | -85  |
| 10 | Apolloon Kortrijk   | 13  | 22 | 6  | 1 | 15 | 520 | 552 | -32  |
| 11 | HBC Izegem          | 11  | 22 | 5  | 1 | 16 | 591 | 658 | -67  |
| 12 | Elita Lebbeke       | 6   | 22 | 3  | 0 | 19 | 517 | 646 | -129 |

|                 | Champion et montant en Division 1                                                             |
|                 | Relégué en Division 3                                                                         |
| en augmentation | Promu 2009                                                                                    |
| en diminution   | relégué de Division d'Honneur (renommé D1 à partir de la saison 2010/2011) en début de saison |

¹ Le STHV Juventus Melveren change son nom et devient le HB Sint-Truiden.

#### Matchs
| Résultats (dom.\ext.)                                      | AHE   | UBE   | GEN   | HOU   | IZE   | JEM   | AKO   | LEB   | OME   | S-T   | EHC   | VIS   |
| HV Arena Hechtel                                           |       | 31-27 | 25-19 | 29-26 | 30-29 | 26-30 | 27-24 | 23-20 | 25-19 | 19-25 | 23-26 | 15-23 |
| Union beynoise                                             | 33-16 |       | 23-22 | 36-23 | 34-30 | 33-28 | 32-27 | 31-22 | 26-20 | 27-25 | 24-24 | 33-32 |
| HC DB Gent                                                 | 28-19 | 24-25 |       | 32-22 | 26-26 | 27-28 | 25-20 | 32-28 | 32-16 | 30-16 | 21-21 | 26-29 |
| Kreasa HB Houthalen                                        | 24-28 | 22-41 | 22-34 |       | 28-25 | 29-41 | 22-21 | 30-29 | 30-32 | 24-26 | 27-25 | 25-21 |
| HBC Izegem                                                 | 30-39 | 25-29 | 24-28 | 34-28 |       | 28-31 | 21-23 | 34-23 | 30-28 | 33-29 | 21-35 | 24-29 |
| Jeunesse Jemeppe                                           | 30-26 | 29-36 | 29-31 | 31-29 | 34-33 |       | 24-21 | 38-21 | 30-22 | 25-22 | 23-30 | 27-28 |
| Apolloon Kortrijk                                          | 22-20 | 19-26 | 16-28 | 29-22 | 29-24 | 24-25 |       | 35-20 | 25-27 | 23-29 | 20-28 | 28-21 |
| Elita Lebbeke                                              | 25-30 | 23-39 | 23-30 | 22-24 | 24-30 | 31-32 | 27-25 |       | 22-29 | 24-27 | 20-28 | 23-34 |
| Olse Merksem HC                                            | 28-22 | 26-32 | 20-25 | 32-34 | 28-21 | 25-25 | 20-20 | 0-10  |       | 26-19 | 18-28 | 23-30 |
| HB Sint-Truiden                                            | 26-21 | 22-25 | 19-25 | 28-27 | 37-23 | 30-21 | 24-20 | 23-26 | 21-18 |       | 33-27 | 29-21 |
| EHC Tournai                                                | 33-19 | 27-26 | 19-19 | 33-27 | 28-21 | 25-21 | 29-21 | 34-24 | 38-16 | 30-24 |       | 21-21 |
| HC Visé BM                                                 | 34-29 | 23-26 | 31-24 | 24-23 | 38-25 | 28-22 | 31-28 | 38-30 | 32-19 | 22-21 | 25-22 |       |
| - Victoire à domicile - Match nul - Victoire à l'extérieur |       |       |       |       |       |       |       |       |       |       |       |       |

### Champion
| Champion de Belgique masculin de handball de Division 2 2009-2010 Union beynoise handball ? |

## Bilan

### Classement final
| Rang | Équipe              |
| ---- | ------------------- |
| 1er  | Union beynoise      |
| 2e   | EHC Tournai         |
| 3e   | HC Visé BM          |
| 4e   | HC DB Gent          |
| 5e   | Jeunesse Jemeppe    |
| 6e   | HB Sint-Truiden     |
| 7e   | HV Arena Hechtel    |
| 8e   | Kreasa HB Houthalen |
| 9e   | Olse Merksem HC     |
| 10e  | Apolloon Kortrijk   |
| 11e  | HBC Izegem          |
| 12e  | Elita Lebbeke       |

|                 | Qualifiés pour la Division d'Honneur |
|                 | Relégués en Division 2               |
| en augmentation | Promu de début de saison             |
| en diminution   | Relégué de début de saison           |

### Bilan de la saison
| Tableau d'honneur de la saison 2009-2010 |                                            |             |
| Compétition                              | Vainqueur                                  | Commentaire |
| Championnat de Belgique                  | Union beynoise                             | -           |
| Promotions et relégations                |                                            |             |
| Promu de Division 2 (D3)                 | HC Kraainem                                | 1re (D3)    |
| Relégation en Division 2 (D3)            | Apolloon Kortrijk HBC Izegem Elita Lebbeke | 10e 11e 12e |